# Heim Pál
Heim Pál (Budapest, 1875. november 30. – Budapest, 1929. október 23.) magyar gyermekgyógyász, egyetemi tanár.

## A Heim család
Nagyszülei egyszerű emberek, apai nagyapja, Heim Henrik (1807–1891) ruhafestőmester volt, apai nagyanyja Knorr Katalin a zsombolyai árvaházból származott.
Édesapja, dr. Heim Péter (1834–1904) a hazai postahálózat megszervezésében Baross Gábor közvetlen munkatársa, édesanyja a pozsonyi származású Stefánovics Mária volt. Három gyerekük született: két leány, akik még gyermekkorukban meghaltak és egy fiú.

## Heim Pál, a gyermekgyógyász
Heim Pál középiskoláit szülővárosában végezte. Orvosi tanulmányait Lausanne-ban kezdte, de a klinikai tárgyakat hallgatni már hazajött és a Budapesti Tudományegyetemen szerzett orvosi oklevelet, 1897-ben.
Rezidensként ifj. Bókay János professzor (1858–1937) gyermekgyógyászati klinikájára került. Ösztöndíjasként másfél évig Breslauban (ma: Wrocław), Adalbert Czerny (1863–1941) gyermekklinikáján a csecsemő kórélettanának sajátosságait tanulmányozta. Újabb lausanne-i, illetve a párizsi Pasteur Intézetben tett rövid tanulmányút végeztével visszatért Budapestre, és 1901-ben a budai Irgalmasrendi Kórház gyermekosztályának főorvosává nevezték ki. Ezekben az években németül publikált tanulmányaiban korát megelőzve mondta ki, hogy a hasmenéses, sorvadt csecsemő anyagcseréjének összeomlásában az egyik döntő mozzanat a víz és a konyhasó arányának felborulása.
1907-ben a budapesti egyetem orvosi karán A gyermekkori betegségek szemiotikája című tárgykör magántanára lett, majd Preisich Kornéllal közösen megírták Az általános haematológia című könyvüket, amely hazai viszonylatban úttörő műnek számított. Részt vett az első világháborúban, ahol a katonai járványkórház parancsnoka, majd 1916-tól a székesfővárosi csecsemőkórház főorvosa, 1918-ban az anya- és csecsemővédelem országos biztosa lett.
1918-ban nyilvános rendes tanárrá nevezték ki a pozsonyi egyetem gyermekgyógyászati tanszékére, de a megszálló csehszlovák hadsereg elől menekülniük kellett. Az egyetemet átmenetileg a magyar fővárosba helyezték át, ahol az 1921/22-es tanévben ő lett a rektor. Létrehívója az Erzsébet Tudományegyetem Baráti Egyesületének, valamint az Egyetemi Tudományos Szövetség Orvosi Szakosztálynak, amely pályadíjjal jutalmazta a legjobb dolgozatokat. A gyermekklinika átmenetileg a Fehér Kereszt Gyermekkórházban működött.

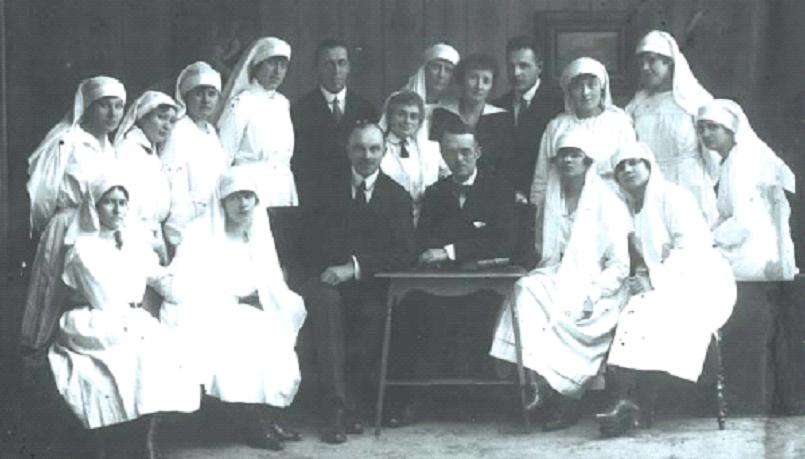
A „Heim-nővérek”, Heim Pál középen jobbról ül

Kiemelkedő szerepet játszott az anyák és csecsemők védelmére létrehozott Országos Stefánia Szövetségben, s e szervezet orvosi bizottságának elnöke volt. Pécsen töltött évei alatt megalapította annak helyi fiókját. Fontosnak tartotta a megelőző-, felvilágosító- és nevelőmunkát. Kezdeményezésére 1916-ban a Stefánia Szövetség elindította a gondozóképzést a Központi Védőnőképző Iskolában; életre hívva a gyermekápolónői iskolát („Heim-nővérek”). 1921-től a nagy megbecsülést élvező „Heim nővérek” kétéves továbbképzést követően záróvizsgához kötött gondozónői oklevelet kaptak és viselhették az erről tanúskodó jelvényt.
Az 1923-24-es tanévben Pécsre költözött, az ott töltött évek klinikusi, kutatói és oktatói munkásságának legtermékenyebb szakasza volt.
Érdeklődésének előterében olyan kérdések álltak, mint
- a csecsemőkori táplálkozás zavarai
- a fehérvérsejtek sajátosságai
- a tuberkulin-allergia
- a gyermekkori miliáris TBC diagnosztikája
- a csecsemőintoxikáció patológiája
- a csecsemőtáplálás alapelvei
- a különböző tápanyagok, diéták emésztésre gyakorolt hatása
- a szervezet folyadék- és sóforgalmában bekövetkezett változások
- az anyatej és a vitaminok fontossága

Szakmai cikkei mellett szívesen írt az Orvosi faluzás Baranya megyében és hasonló népszerűsítő munkákat. Nem ismert „rangon aluli” témát, a gyermeknevelés és az egészségügyi személyzet milyenségének kérdései mindig foglalkoztatták. Ez a sokoldalúsága is magyarázza páratlan népszerűségét.
1929 őszén egykori mestere, Bókay János nyugalomba vonulásával meghívták a pesti Gyermekklinika élére. A meghívást elfogadta, bár Pécset otthagyni sajnálta. Székfoglalóját A gyermekorvostan jelentősége és tanítása címmel tartotta. Néhány hónappal kinevezése után, tragikus hirtelenséggel, 54 évesen tüdőgyulladásban elhunyt. Az egyik legnagyobb magyar gyermekgyógyász a Kerepesi temetőben nyugszik.
Munkáját a korszerű biokémiai és élettani ismeretek alapján tanszéki utódja, Kerpel-Fronius Ödön emelte még magasabb szintre.
Heim Pál fia Heim Ernő építész főmérnök (1904-1980). Egyik unokája Heim Éva. Dédunokája Heim Pál életvezetési tanácsadó, a Wellness Enciklopédia sorozat főszerkesztője, a Gyógyhírek című lap alapítója, több egészségügyi témájú televíziós műsor főszerkesztője, a Life Guide életvezetési rendszer vezető tanácsadója, a Heim Pál Alapítvány stratégiai igazgatója. 1997-ben a gyermekekért végzett tevékenységéért Heim Pál Emlékéremmel tüntették ki. Nemrégiben megjelent kötete, a hatalom és a szeretet összefüggéseit tárja elénk meghökkentő nyíltsággal és őszinteséggel (A hatalom szeretete, a szeretet hatalma).

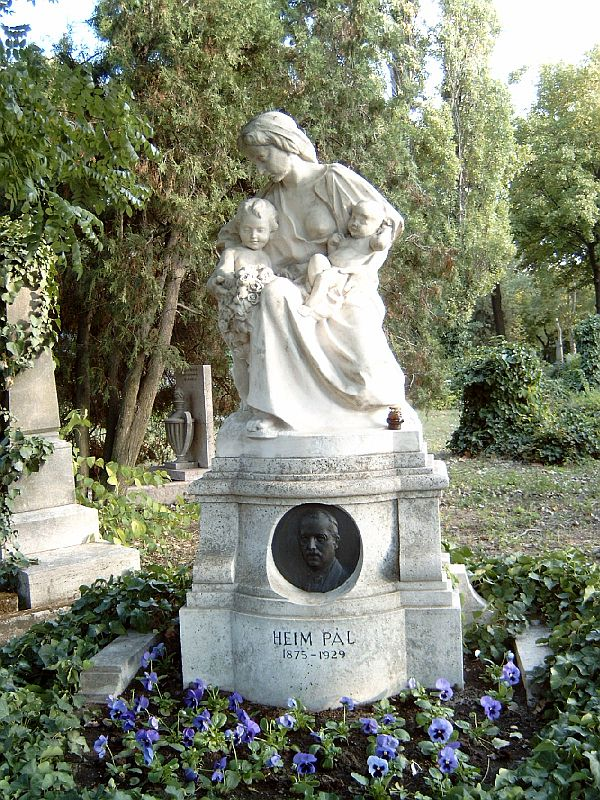
Heim Pál síremléke Budapesten, ifj. Vastagh György alkotása. Kerepesi temető: 36/2-1-26

A Heim Pál név felelősség és lehetőség is annak, aki nem roppan össze egy alkotó géniusz tetteinek súlya alatt. Felelősség, hiszen napi életemet, tevékenységemet is át kell, hogy hassa ennek a csodálatos szellemi örökségnek a súlya, mely ebben a rohanó, elanyagiasodott világban is mindig láthatóvá teszi az emberi értékeket, és a szeretet erejét. Lehetőség, hiszen, megküzdve az élet nagyszerű varázslatával, árnyéka a forró pillanatokban is enyhet adhat, és onnan kilépve erővel tölt fel. Heim Pál Professzor nem csupán az akkori idők Csoda-Pál-ja volt, üzenete máig elkísér mindannyiunkat: szolgáld nemes szívvel az embereket, add tudásod legjavát önzetlenül mindenkinek, és tegyél meg mindent azokért, akik nálad is elesettebbek. Számomra Heim Pál nem csupán A dédnagyapa, hanem az Ember, akinek az emléke fényt mutat akkor is, amikor úgy érzem, hogy a hatalom és a vagyonszerzés logikája nem ismeri a kenyérre, szerény hajlékra, jó szóra, és őszinte szavakra áhítozó milliók óhaját.

## Tudományos munkái
- A leukocytes a gyermekkori pneumonia és diphtheria folyamán (Bp., 1901)
- Az anya által való szoptatásról és a tejelválasztás fokozásáról (Bp., 1901)
- A cyclikus albuminuriák a gyermekkorban (Bp., 1904)
- A tuberculinreactio a vörhenyhez és a kanyaróhoz való vonatkozásban (Bp., 1908)
- Általános haematologia (Preisich Kornéllal , Bp., 1908)
- A parenterális infectiók és a csecsemők táplálkozási zavarai (Bp., 1913)
- A csecsemők pneumoniájáról (Bp., 1914)
- A dajka- és csecsemőotthonokról, a csecsemőkórházról (Bp., 1916)
- A csecsemővédelem fontosságáról (Bp., 1920)
- A gyermekek táplálkozása (Bp., 1926)
- A világrahozott syphilis (fejezet; A syphilis; szerk. Guszmann József, Engel Károly, 1928)

## Tagságok
- Magyar Orvosi Könyvkiadó Társulat
- Magyar Királyi Orvosegyesület
- Deutsche Gesellschaft für Kinderheilkunde
- Szent István Akadémia
- Magyar Gyermekorvosok Társasága (1929-ben elnöke)
- Fehér Kereszt Országos Lelencház Egyesület (elnöke is)
- a Monatschrift für Kinderheilkunde c. folyóirat társszerkesztője (1919–1929)
- az Archiv für Kinderheilkunde c. folyóirat társszerkesztője (1927–1929)

## Róla írták
- Szabó Pál: A Magy. Kir. Erzsébet Tudományegyetem és irodalmi munkássága (Pécs, 1940)
- Dobszay László: Heim Pál életéből Egészségügyi munka 29. 1982. 3. 83-84. o.
- Sárkány Jenő: Megemlékezés Heim Pálról Orvosi hetilap 116. 1975. 37. 2194-2195. o.
- Dobszay László: Heim Pál, a gyógyító, oktató és kutató gyermekorvos Magyar pediáter 9. 1975. 3-4. 187-190. o.
- Szállási Árpád: Heim Pál (Híres magyar orvosok 2., Galenus Kiadó, 2001)

## Emlékezete
- A főváros vezető gyermekintézményét (Budapest, Üllői út 86.) 1957-ben róla nevezték el.
- az Országos Stefánia Szövetség Heim Pál-emlékérmet készített az eredményes munkát végzők jutalmazására.
- az Erzsébet Tudományegyetem már 1931-ben felavatta szobrát a pécsi Gyermekklinika kertjében.
- a miskolci 11. sz. Kassai úti bölcsőde a nevét viseli.
- Heim Pál Megyei Gyermekkórház, Veszprém
- dédunokája Heim Pál Egészség Díjat alapított az egészség érdekében jelentős tevékenységet kifejtő szakemberek, nővérek, asszisztensek, szakápolók, ápolók és szakmai csoportjaik társadalmi megbecsülését növelendő.
- 2022 óta nevét őrzi az 549744 Heimpál kisbolygó.[2]